# Моргун, Николай Иванович
Николай Иванович Моргун (1914—1986) — капитан Рабоче-крестьянской Красной Армии, участник Великой Отечественной войны, Герой Советского Союза (1943).

## Биография
Николай Моргун родился 28 января 1914 года в селе Плисовое (ныне — Лозовский район Харьковской области Украины). После окончания неполной средней школы и ветеринарного училища работал по специальности в колхозе. В 1936—1939 годах проходил службу в Рабоче-крестьянской Красной Армии. В июне 1941 года Моргун повторно был призван в армию. С января 1942 года — на фронтах Великой Отечественной войны. В том же году он окончил курсы усовершенствования командного состава.
К октябрю 1943 года старший лейтенант Николай Моргун командовал миномётным взводом 568-го стрелкового полка 149-й стрелковой дивизии 65-й армии Центрального фронта. Отличился во время битвы за Днепр. 16 октября 1943 года под вражеским огнём Моргун переправился через Днепр в районе посёлка Лоев Гомельской области Белорусской ССР и принял активное участие в боях за захват и удержание плацдарма, оказав огневую поддержку пехоте в её действиях.
Указом Президиума Верховного Совета СССР от 30 октября 1943 года за «образцовое выполнение боевых заданий командования на фронте борьбы с немецкими захватчиками и проявленные при этом мужество и героизм» старший лейтенант Николай Моргун был удостоен высокого звания Героя Советского Союза с вручением ордена Ленина и медали «Золотая Звезда» за номером 1598.
После окончания войны в звании капитана Моргун был уволен в запас. Проживал в городе Лозовая Харьковской области Украинской ССР, окончил Днепропетровский финансовых техникум. Скончался 6 июня 1986 года.
Был также награждён орденами Отечественной войны 1-й и 2-й степени, Красной Звезды и рядом медалей.